# کالیو راگ
کالیو راگ (استونیایی: Kaljo Raag؛ ۳ ژوئن ۱۸۹۲ – ۱۰ آوریل ۱۹۶۷) وزنه‌بردار، خواننده و بازیگر اهل استونی بود.
وی در مسابقات کشوری و بین‌المللی در مجموع برندهٔ ۱ مدال برنز شده‌است.